# Ma petite entreprise (chanson)
Pour les articles homonymes, voir Ma petite entreprise.
Pistes de Chatterton
Que n'ai-je Elvire
Ma petite entreprise est une chanson d'Alain Bashung sortie en 1994 sur l'album Chatterton.

## Historique
Elle est à ce jour l'un des classiques du chanteur. À noter que Bashung composa la musique du film de Pierre Jolivet intitulé lui aussi Ma petite entreprise, sorti en 1999.

## Accueil critique
La chanson est incluse dans une liste de 3 000 morceaux classiques du rock dans l'ouvrage La Discothèque parfaite de l'odyssée du rock de Gilles Verlant.

## Signification des paroles
Selon François Grimpret, il existe deux lectures des paroles. La première, évidente, concerne un chef d'entreprise qui se bat pour faire prospérer son entreprise. La seconde, plus subtile, « voudrait que l'interprète » évoque son pénis. Ainsi « le monde de l'entreprise serait une métaphore, [...], pour décrire [...], la force de son sexe qui ne connaît pas la crise ». Cette interprétation est favorisée dans le clip officiel réalisé par Jean-Baptiste Mondino où Alain Bashung est mis en scène récitant sa chanson à un prêtre androgyne dans un confessionnal.

## Dans la publicité
La chanson est au centre d'un spot publicitaire pour le Citroën Jumpy, en 2000, dans lequel Alain Bashung affirme que c'est grâce à son plombier, dont le succès est dû à son véhicule utilitaire, qu'il aurait eu l'inspiration de cette chanson.

## Reprises
En 2014, Eddy Mitchell et Thomas Dutronc l'interprètent en duo sur l'album Kiss & Love.